# 제주 김씨
제주 김씨(濟州金氏)는 제주특별자치도를 본관으로 하는 한국의 성씨이다.
시조 김렴(金濂)은 상산 김씨의 시조 김수(金需)의 18세손이며, 조선에서 한산군수를 지냈다.

## 참고 자료
- “제주김씨(濟州金氏)”. 뿌리를 찾아서.[깨진 링크(과거 내용 찾기)]